# Latberget
Latberget i är huvudsak en idrottsplats i Kramfors, Ångermanland, i västra utkanten av tätorten (cirka tre kilometer från centrum) som bedriver främst vintersportverksamheter såsom skidåkning och skridskosport. På somrarna utövas även terränglöpning och orientering i området. Latberget är också namnet på själva berget intill, med högsta punkt på 291 meter över havet.

## Latbergsbacken
Latbergsbacken är Kramfors alpina skidanläggning som drivs ideellt av slalomklubben Kramfors Alpina. Den har fyra nedfarter (de tre längsta är officiellt 700, 625 och 540 meter långa) och en ankarlift, som utgör 110 meter fallhöjd. Anläggningen når ungefär halvvägs upp på berget.
Liften byggdes år 1970 av Liftbyggarna, strax efter att den första skidbacken (sedan 2023 benämnd Sandrabacken, efter Sandra Näslund) anlades. Sedermera anlades Familjebacken, som en lättare och barnvänlig nedfart. 1997 anlades Snowboardbacken (anläggningens längsta nedfart, vilken liksom Sandrabacken är försedd med belysning), som i många partier vid sidan av har opreparerade skogsslingor med hopp, vilken ökade ungdomars entusiasm och förses på dess nedre halva årligen med en Funpark. Samma år byggdes en timmerstuga vid toppen av anläggningen (20 år senare förstördes dock toppstugan i en brand). Från vintern 2003/04 till 2020/21 stod också en (begagnad) knapplift parallellt längsmed ankarliften, ansluten till en mindre nedfart som anlades 2005 (knappliften var sällan öppen längre än till mellanavstiget). I östkanten av Sandrabackens mitt finns "Örat"; en större öppning/utstickning som fram till 2008 bestod av opreparerade stigar med hopp och dropp. Inför säsongen därpå anlades en temporär skicrossled, från toppstugan till Örat, vilken passerade genom Örat som en serpentinled.
Vid liftstationen finns Kramfors Alpinas klubbstuga vilken innehar en kiosk, och i byggnaden mitt emot finns skiduthyrningen. Grillkåtan intill dessa byggnader är försedd med öppen spis. Under säsongen 2023/24 uppmärksammades skidanläggningen för att erbjuda allmänheten gratis liftkort, som ett sätt att locka fler åkare under ekonomiskt utmanande tider för befolkning medan lokala företag står för finanserna.

## Latbergshallen
Latbergshallen, Kramfors ishall, byggdes 1979 efter att den föregående ishallen hade rasat ihop av ett snöoväder. Arenan är konstfrusen och läktaren rymmer 1500–1600 åskådare. 
I Latbergshallen bedriver Kramfors-Alliansen främst sin ishockeyverksamhet; alltifrån skridsko- och hockeyskola för knattar, till junior- och seniorishockey där Kramfors-Alliansens A-lag till och från befinner sig i fjärdedivisionen respektive botten av tredjedivisionen. Vissa stunder på helg- och lovdagar är hallen öppen för allmänheten för fri skridskoåkning, uppdelat separat med och utan klubba/puck. Hallen används även för arrangemang vid tränings-/vänskapsmatcher mellan större ishockeyklubbar, såsom de främsta länsklubbarna Modo Hockey och Timrå IK. (Säsongerna 1975/1976, 1981/1982 och 1982/1983 spelade Kramfors-Alliansens A-lag i dåtidens näst högsta division i det svenska seriesystemet, och hade vid denna tid en supporterförening/hejarklack som kallade sig "Blue Army".)
Hallen används stundom också för exempelvis bandy och konståkning, men sommartid kan även sportskytte förekomma.

## Längdskidspår
Den tredje närvarande punkten i området, intill skidbackens dalstation och ishallen, är start- och slutstation för anläggningens stora tillgång av skidspår. Anläggningen – som drivs av Kramfors-Alliansen – har tio sträckor (1–25 kilometer långa) i kuperad terräng, varav tre är försedda med elljus. Föreningen bedriver även en längdskidskola för barn.

## Övrigt
I tio somrar (2001–2011) användes Latbergshallen och parkeringen som station för den kristna ungdoms-musikfestivalen Jesusrock. Knappa kilometern närmare centrum finns Flogsta utomhusbad och camping, som även har en golfbana i närheten.